# مدير تسويق
هو الشخص المسؤول عن كل ما يتعلق بإدارة المبيعات

## مدير التسويق
يقوم بتحديد الأهداف والرؤية والرسالة الإستراتيجية للشركة وتحليل البيئة التنظيمية الداخلية والخارجية للتعرف على مواطن القوة والضعف والفرص والتهديدات في إدارة التسويق والمبيعات، ومسؤول عن إعداد ووضع الخطط التسويقية والبيعية وتنظيم النشاط البيعي والرقابة والتقويم للأنشطة البيعية والتسويقية، ووضع الخطة التنفيذية الخاصة بإدارة المبيعات بما يخدم الخطة الإستراتيجية العامة للشركة، وضمان تنفيذ هذه الخطة بالتأكد من سير أعمال إدارة التسويق والمبيعات، وهو مسئول أيضاً عن تحديد احتيجات القسم من مندوبى المبيعات والتسويق والتوزيع ومؤهلاتهم واحتياجاتهم وتدريبهم وتأهيلهم، وتقدير ميزانية إدارة التسويق، ورفع الحصة السوقية للشركة في الأسواق المستهدفة لتحقيق ميزة تنافسية.

## مهام مدير التسويق

### البيع
يعتبر المهمة الاساسية للتسويق من خلال جعل المنتج مناسب للمستهلك ويلبي رغبته، وكذا تقديم منتج متميز علي مستوي يلبي احتياجات المستهلك، كما يمكنه عمل عروض مميزة في البيع باسعار اقل في حالة الشراء بكميات أكبر، ويجب عمل الدعاية المناسبة للمنتج وعرض المزايا الخاصة به وتحديد سعر مناسب للبيع حسب رغبة المستهلك.

### الدعاية والإعلان
يعد الإعلان على المنتج وعمل الدعاية اللازمة من المهام الضرورية في التسويق، والدعاية المناسبة للمنتج تكون عن طريق عمل منشورات تعريفية بالشركة وأنواع منتجاتها ويهدف دائما عمل الدعاية إلي تعريف المستهلك بالمنتج وعمل تنافس مع المنتجات الأخرى في السوق وزيادة اقبال المستهلك على المنتج.

### ترويج المنتج
يمكن عمل ترويج وانتشار للمنتج الخاص بشركتك من خلال الدعاية عن المنتج وتقديم عروض مناسبة وتغيير سعره إلي سعر يناسب الجمهور وكذلك الاهتمام بتطوير وتحديث السلعة بشكل مستمر وتغيير شكل الغلاف وما إلي ذلك فهذه العوامل تسهم في زيادة ترويج وانتشار المنتج في السوق.

### نقل المنتج
إحدى مهام التسويق نقل المنتجات من خلال سيارات أو طائرات حسب المسافة إلي منافذ البيع.

### اختيار منافذ البيع
تهدف هذه المهمة إلي اختيار منافذ مناسبة لبيع المنتج بحيث يقبل عليها المستهلك.

### تحديد السعر المناسب
يتم تحديد السعر المناسب للمنتج بحيث يغطي تكلفته وكذلك بأن يمثل سعر عادل للمستهلك حتي يزيد الاقبال علي المنتج ويعتبر السعر عنصر تنافسي مهم.

### تحديد مواصفات المنتج
يجب تحديد المواصفات والمعايير اللازمة لضمان جودة المنتج والسير علي هذه المواصفات والمعايير في جميع المنتجات لضمان الجودة مما يسهم في الاقبال على الشراء.

### وضع إستراتيجية للتسويق
تشمل إستراتيجية التسويق تحديد الاهداف المطلوبة من عملية التسويق والمعايير الواجب توافرها في المنتج والاسواق المناسبة لتوزيعه كما أن لتحديد الخطة المناسبة له لنجاحه بشكل مناسب وطرق تحسين المنتج وكيفية ترويجه بشكل مناسب فاستراتيجية التسويق تعني وضع الخطة المناسبة.

## القدرات والمهارات المهنية
1- القدرة على التخطيط والتنظيم والمتابعة والتوجيه الفعال للعمليات البيعية ولطاقم البيع والتسويق.
2- القدرة على القيادة وتحفيز وتوجية طاقم البيع.
3- القدرة على إعداد التقارير الدورية والسنوية.
4- معرفة جيدة باللغة الإنجليزية والتعامل مع الكمبيوتر.
5- قدرات عالية في وضع ورسم الخطط والسياسات التسويقية والبيعية.
6- مهارات عالية في إعداد البحوث والدراسات التسويقية.
7- مهارات عالية في الاتصال والتفاوض وحل المشاكل وإدارة الأزمات.
8- مهارات التسويق الإلكترونى على المواقع المختلفة بالإنترنت.
9- على دراية ومعرفة وفهم تام للمنتجات التي يسوقها ويبيعها من قطع الغيار المختلفة والماركات العالمية.
10- تخطيط المناطق والمسارات البيعية.
11- إدارة الاجتماعات البيعية بفاعلية.
12- القدرة على التحليل الإستراتيجى لإدارة التسويق بالشركة.
13- توجيه عناية أكبر لكبار العملاء (العملاء الإستراتيجيون) والتركيز عليهم (تطبيق نظرية باريتو 80/20) وقياس رضا العملاء وسرعة الاستجابة لخدمتهم.
14- القدرة على استخدام الأساليب الرياضية والإحصائية وإجراء الاختبارات كاختبار الصدق والثبات والتوزيع التكراري وتحليل التباين وأساليب الارتباط وغيرها من الأساليب الإحصائية المستخدمة في قياس وتحليل اتجاهات وأراء العملاء.
15- مهارات إدارة فرق العمل بنجاح.
16- القدرة على استدراج أفضل الطرق للتوظيف المتنوع وبما يضمن زيادة المبيعات.
17- مهارات التعامل مع الجمهور، ومهارات إدارية وإشرافية، ومهارات إدارة الوقت.
18- مهارات التسويق الدولى والتصدير الخارجى.